# Kyé-Ossi
Kyé-Ossi ist eine Gemeinde in Kamerun im Département Vallée-du-Ntem innerhalb der Region Sud. Sie liegt direkt auf den nördlichen Grenzen von Kamerun zu Gabun und Äquatorialguinea. Nach einer Zählung im Jahr 2005 betrug die Einwohnerzahl 17.127.